# Мокрянський ентомологічний заказник
Мокря́нський ентомологі́чний зака́зник — об'єкт природно-заповідного фонду Харківської області, ентомологічний заказник місцевого значення.
Розташований біля сіл Мокрянка та Миколо-Комишувата Берестинського району.
Загальна площа — 3,0 га.
Заказник утворений рішенням № 562 Харківського обласного виконкому від 3 грудня 1984 року.
Відповідальний за охорону — ФАОП «Зоря».

## Опис
Заказник розташований на південний захід від села Мокрянка, на схилі балки західної експозиції, де зберігся фрагмент степового ентомологічного комплексу.
До ентомологічної фауни заказника належать рідкісні види комах, що занесені до Червоної книги України: мелітурга булавовуса (Melitturga clavicornis), джміль моховий (Bombus muscorum), джміль глинистий (Bombus argillaceus).
Види комах заказника, які були в Червоній книзі України та вилучені з неї в 2009 році, бо їх популяції були відновлені до безпечного рівня: сколія степова (Scolia hirta), рофітоїдес сірий (Rhophitoides canus).
Серед комах, що мешкають у заказнику, важливе місце займають запилювачі люцерни та конюшини: евцери, рофіти, галікти, мелітта заяча, андрени.
Флора — різнотравно-злаковий степ.
Ґрунти — чорноземи.

## Заповідний режим
Мета створення заказника:
- збереження та відновлення чисельності комах-запилювачів, які є представниками степу, представленого злаковими та бобовими травами;
- підтримка загального екологічного балансу та забезпечення фонового моніторингу навколишнього природного середовища;
- проведення науково-дослідної та навчально-виховної роботи.

На території забороняється:
- проведення будь-якої господарської діяльності, яка може завдати шкоди заповідному об'єкту та порушити екологічну рівновагу;
- самочинна зміна меж, зміна охоронного режиму, забруднення території;
- розорювання земель, знищення видового складу рослин, тварин;
- будівництво, геологорозвідування, видобування корисних копалин;
- заготівля лікарських рослин та технічної сировини;
- збір рідкісних та занесених до Червоної книги України видів рослин, їх квітів і плодів;
- використання хімічних речовин для боротьби зі шкідниками та хворобами рослин;
- зберігання на території заказника (та в двокілометровій зоні навкруги) всіх видів пестицидів та агрохімікатів;
- організація місць відпочинку, розведення вогнищ;
- відвідування території заказника в період розмноження тварин і вигодівлі молоді (з травня до липня);
- прохід та проїзд автотранспорту через територію заказника поза межами доріг, стежок.

Об'єкт збереження — корисні комахи-запилювачі люцерни та інших сільськогосподарських рослин.